# Corymbia bella
Corymbia bella ist eine Pflanzenart aus der Gattung Corymbia innerhalb der Familie der Myrtengewächse (Myrtaceae). Sie kommt im gesamten nördlichen Australien vor und wird dort „Ghost Gum“ oder „Weeping Ghost Gum“ genannt.

## Beschreibung

### Erscheinungsbild und Blatt
Corymbia bella wächst als Baum, der Wuchshöhen von 6 bis 20 Metern oder auch bis 30 Metern erreicht. Die Borke ist glatt oder verbleibt am unteren Teil des Stammes und ist grau oder grau-schwarz. Im oberen Teil des Baumes ist sie weiß oder grau und schält sich in kurzen Streifen oder kleinen, vieleckigen Flecken. Die Rinde der kleinen Zweige ist grün. Im Mark sind Öldrüsen vorhanden, aber nicht in der Borke. Der Stammdurchmesser erreicht über 1 Meter.

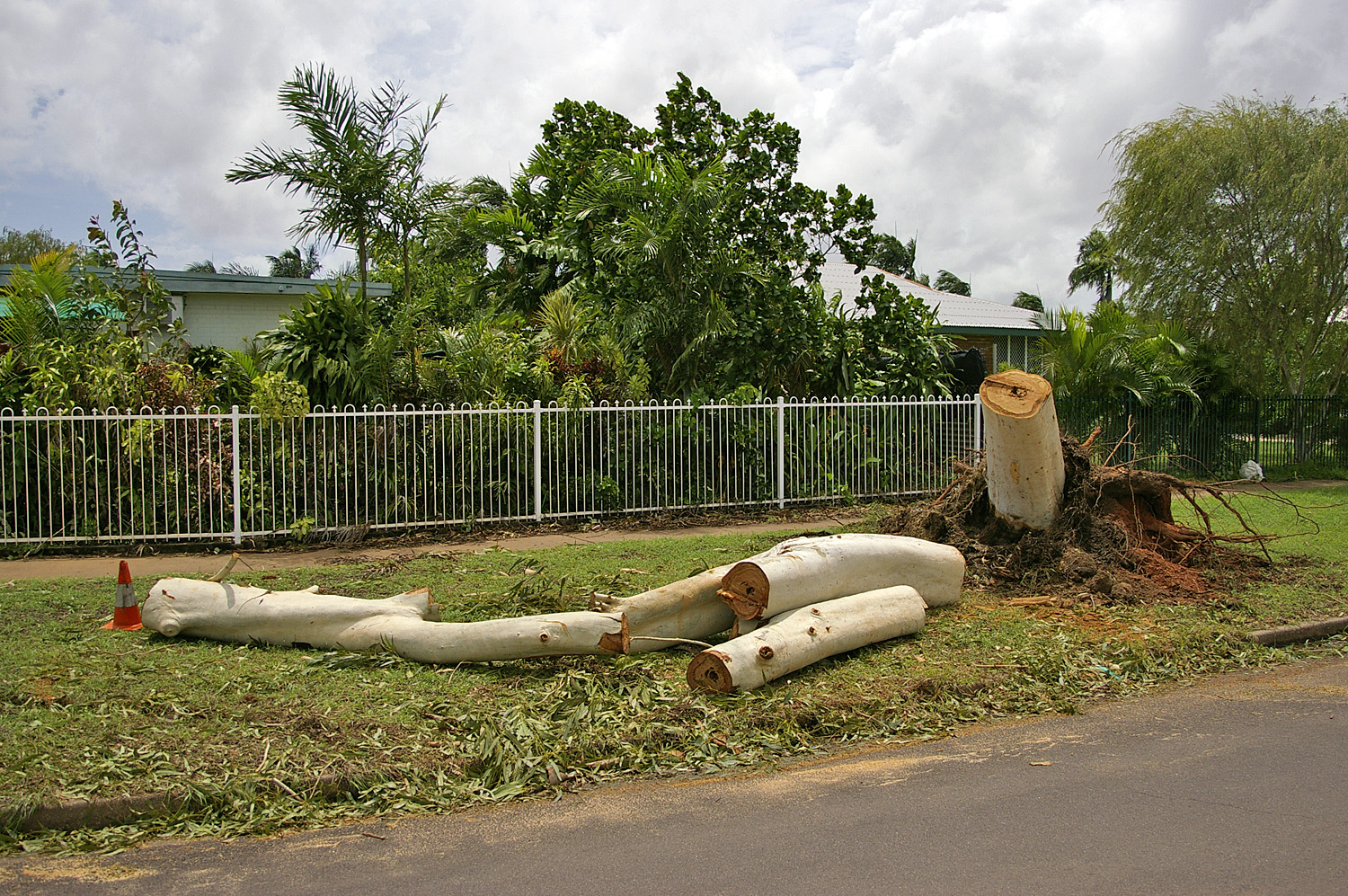
Corymbia bella, von Zyklon Helen entwurzelt

Bei Corymbia bella liegt Heterophyllie vor. Die Laubblätter sind immer in Blattstiel und -spreite gegliedert. Die Blattspreite an jungen Exemplaren ist lanzettlich bis eiförmig und besitzt steife Drüsenhaare. Die Blattspreite an mittelalten Exemplaren ist bei einer Länge von etwa 24 Zentimetern und einer Breite von etwa 0,5 Zentimetern linealisch bis schmal-lanzettlich, gerade, ganzrandig und glänzend grün. Der im Querschnitt schmal abgeflachte oder kanalförmige Blattstiel an erwachsenen Exemplaren ist 5 bis 10 mm lang. Die Blattspreite an erwachsenen Exemplaren kann dünn bis relativ dick sein und ist bei einer Länge von 8 bis 18 Zentimetern und einer Breite von 1 bis 1,8 Zentimetern linealisch bis schmal-lanzettlich, gerade, mit sich verjüngender Spreitenbasis und spitzem oberem Ende. Ihre Blattober- und -unterseite ist gleichfarbig matt grün bis grau-grün. Die kaum erkennbaren Seitennerven gehen in geringen Abständen in einem stumpfen Winkel vom Mittelnerv ab. Auf jeder Blatthälfte gibt es einen ausgeprägten, durchgängigen sogenannten Intramarginalnerv; er verläuft in geringem Abstand am Blattrand entlang. Die Keimblätter (Kotyledonen) sind fast kreisförmig.

### Blütenstand und Blüte
Die Blütezeit reicht in Western Australia von Juli oder September bis Dezember. Auf einem bei einer Länge von 5 bis 7 mm im Querschnitt stielrunden Blütenstandsschaft steht ein zusammengesetzter Blütenstand, der aus doldigen Teilblütenständen mit jeweils ein bis sieben Blüten besteht. Der Blütenstiel ist bei einer Länge von 2 bis 3 mm im Querschnitt stielrund.
Die keulen- oder birnenförmige Blütenknospe ist 4 bis 6 mm lang, 3 bis 4 mm breit und nicht blau-grün bemehlt oder bereift. Die Kelchblätter bilden eine Calyptra, die früh abfällt. Die glatte Calyptra ist kniescheibenförmig und so breit wie der glatte Blütenbecher (Hypanthium). Die Blüten sind weiß oder cremefarben.

### Frucht und Samen
Die gestielte Frucht ist bei einer Länge von 8 bis 11 mm und einem Durchmesser von 6 bis 8 mm zylindrisch bis eiförmig und dreifächerig. Der Diskus ist eingedrückt und die Fruchtfächer sind eingeschlossen.
Der regelmäßige und seitlich abgeflachte, kniescheibenförmige oder eiförmige Samen besitzt eine netzartige, matte bis seidenmatte, rote oder rotbraune Samenschale. Das Hilum befindet sich am oberen Ende des Samens.

## Vorkommen
Das natürliche Verbreitungsgebiet von Corymbia bella ist das gesamte nördliche Australien von Western Australia über das Northern Territory bis nach Queensland, nördlich des 20. südlichen Breitengrades. Südlich davon kommt Corymbia bella nur an wenigen Stellen in Western Australia und Queensland vor.
Corymbia bella gedeiht auf Schwemmlandböden, entlang von Wasserläufen und in Flussauen.

## Taxonomie
Die Erstbeschreibung von Corymbia bella erfolgte 1995 durch die australischen Botaniker Kenneth D. Hill und Lawrence Alexander Sidney Johnson unter dem Titel Systematic studies in the eucalypts. 7. A revision of the bloodwoods, genus Corymbia (Myrtaceae) in Telopea, Volume 6 (2–3), S. 411. Das Typusmaterial weist die Beschriftung Northern Territory: 64.5 km N of Larrimah, K.Hill 3278, L.Johnson & L.Stanberg, 9 Nov. 1988 (holo: NSW; iso DNA) auf. Das Artepitheton bella ist vom lateinischen Wort bellus für schön abgeleitet.
Synonyme für Corymbia bella K.D.Hill & L.A.S.Johnson sind Eucalyptus bella (K.D.Hill & L.A.S.Johnson) Brooker und Eucalyptus sp. AA.